# Boerenfox

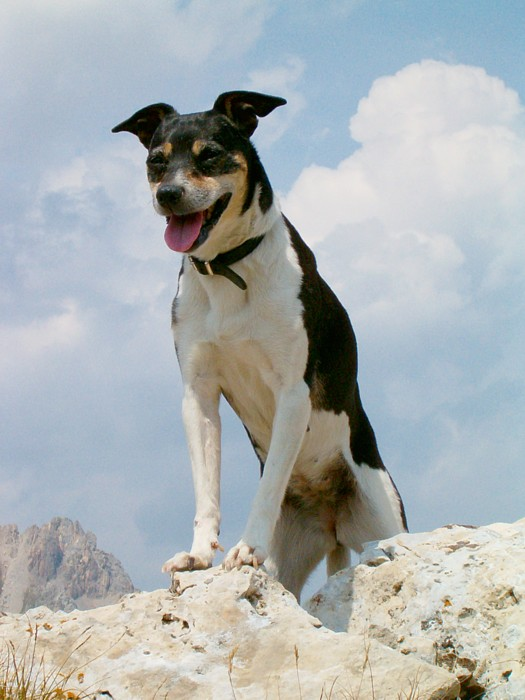
Zwart-witte Boerenfox

De boerenfox, ook wel: Boerenfoks, is een kleine, hoogbenige terriër die qua verschijning veel lijkt op de gladharige foxterriër en jackrussellterriër, wat niet vreemd is: onder het niet-erkende ras boerenfox wordt een hond verstaan die vermoedelijk afkomstig is uit een kruising tussen de foxterriër en de (hoogbenige) jackrussellterriër (de Parson Russell-terriër). De term 'boerenfox' wordt in de volksmond echter gebruikt voor allerhande kruisingen tussen kleine terriërsoorten. Een kruising tussen een jackrussellterriër en een boerenfox zal in de regel resulteren in een boerenfox, terwijl in essentie een boerenfox afkomstig is uit boerenfox-ouders. Zelfs uit de oorspronkelijke kruising van een foxterriër met een jackrussellterriër komt geen boerenfox voort, maar een bastaard. Veel boerenfoxen lijken op de Amerikaanse ratterriër en de Spaanse Ratonero bodeguero Andaluz, ook deze soorten werden gebruikt op boerderijen om ratten en muizen te vangen en te doden.
In de regel wordt de term boerenfox, al dan niet abusievelijk, gebruikt voor:
- een hond waarvan beide ouders boerenfoxen zijn (het niet-erkende ras boerenfox);
- een hond waarvan één ouder een boerenfox is en de andere ouder tot een ander (hoogbenige) terriërsoort behoort, zoals de foxterriër of de russellterriër waar de boerenfox oorspronkelijk uit voortkomt;
- een hond, waarvan de ouders beide tot een ander terriërsoort behoren, bijvoorbeeld een russellterriër gekruist met een foxterriër.

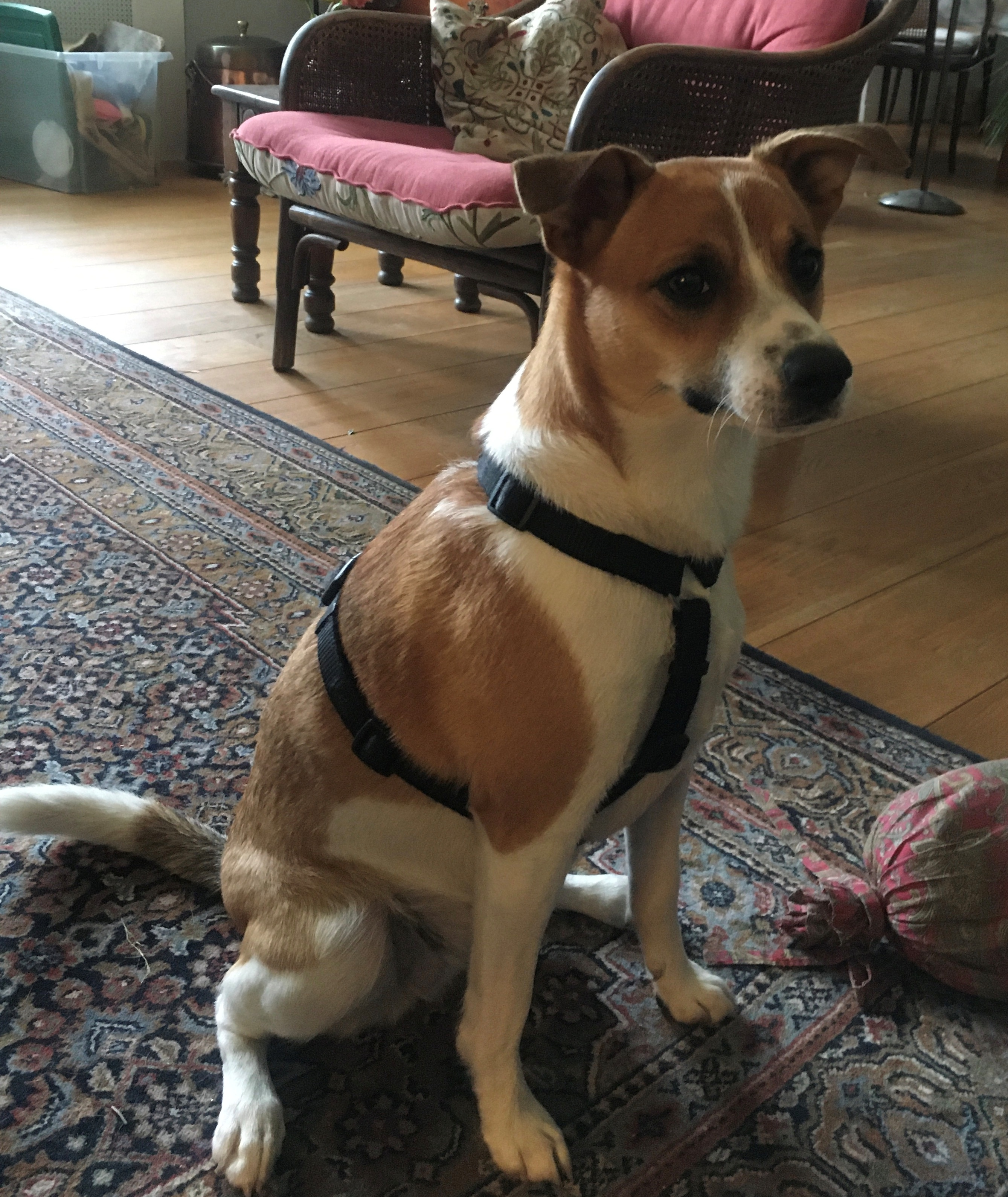
Bruin-witte Boerenfox

De boerenfox is niet officieel erkend als hondenras, maar toch onderscheiden ze zich duidelijk van andere rassen en kruisingen. De vacht van de boerenfox is meestal wit, zwart, bruin gekleurd en gladharig. Boerenfoxen hebben een schofthoogte van rond de 40 cm. De dieren staan bekend om hun felle karakter, hun doorzettingsvermogen en hun waaksheid. Naast het feit dat ze vaak erg intelligent zijn, hebben ze ook een dominant karakter, waardoor een consequente opvoeding vereist is.
Van oorsprong zijn boerenfoxen boerderijhonden. Het zijn dan ook perfecte muizen- en mollenvangers. Vanwege hun grote uithoudingsvermogen, behendigheid, speelsheid en leergierigheid zijn boerenfoxen ook uitstekend geschikt voor hondensporten zoals agility, flyball en disc dog, een spel met een aangepaste frisbee.